# Енергетичний реактор
Енергети́чний реа́ктор — реактори, що призначені для виробництва електричної енергії, механічної енергії чи енергії для теплопостачання, опріснення води чи технологічних цілей.
Найпоширенішими типами енергетичних реакторів є:
- легководяні (ВВЕР, BWR);
- важководяні (CANDU);
- реактори з графітовим сповільнювачем (РБМК, MAGNOX);

Підходи застосування гарантій МАГАТЕ до енергетичних реакторів значною мірою залежать від того, коли відбувається перевантаження палива — під час роботи чи при зупиненому реакторі.